# 普拉托 (密蘇里州)
普拉托（英語：Platow）是位於美國密蘇里州韋恩縣的鬼鎮。

## 地理
普拉托所處的海拔為高於海平面196米（即643英呎），而該地所採用的時區為UTC-6，即北美中部時區（CST）。同時該地設有夏令時間，為UTC-6調快一小時，即UTC-5（CDT）。